# Нижнее Село
Ни́жнее Село́ — село в муниципальном округе Первоуральск Свердловской области России.

## Географическое положение
Нижнее Село расположено в 31-м километре (по автотрассе в 43-х километрах) к северо-западу от окружного центра — города Первоуральска. Оно вытянулось на 2 километра по левому берегу реки Чусовой. В окрестностях села река Чусовая делает сплошные перекаты с несколькими островами, на правом берегу расположен геоморфологический природный памятник — Шайтан-Камень. Ниже по течению реки есть скальные обнажения: камень Маньков, Сенькин, Висячий. В 4-х километрах от села ниже по течению расположен геоморфологический природный памятник — камень Сокол. 

## История
В 1654 году (или 1678 году) основана Нижняя деревня, в 4-х километрах ниже деревни Каменки, отчего и получила название Нижней. В нижней части находилась деревня Молоданы, позднее поглощённая селом. Первым поселенцем был крестьянин-старообрядец Скоробогатов.
В 1720 году начал работу Нижнедеревенский рудник.
В 1855 году после возведения Михаило-Архангельской церкви Нижняя деревня получила статус села и была переименована в Нижнее Село.
В 1929 году организован колхоз «Лучи коммунизма». В 1961 году колхоз вошёл в состав колхоза «Уткинский».
В 1992 году образован сельскохозяйственный кооператив «Первоуральский».

## Нижнесельская пристань
Жители работали на Каменской пристани, построенной в 1726 году. В селе было два причала, с которых отправлялись барки.

## Михаило-Архангельская церковь
31 июля 1855 года была заложена деревянная, однопрестольная церковь, которая 27 ноября 1860 года была освящена во имя Михаила Архангела. В 1937 году храм был закрыт, а в 1998 году он сгорел. С июня 2003 года началось восстановление храма, на старом фундаменте была возведена новая деревянная церковь с 5-ю колоколами на звоннице (колокола были изготовлены фирмой «Пятков и К» из города Каменска-Уральского). Восстановленный храм был вновь освящён 27 ноября 2004 года во имя архангела Михаила.

## Достопримечательности
В Нижнем Селе имеются клуб и библиотека.

## Киносъёмки
В 1995 году в Нижнем Селе снимали фильм «Домовик и кружевница».

## Население
| 2002 | 2010 |
| ---- | ---- |
| 225  | ↗254 |